# تشاد غلاسغو
تشاد غلاسغو (بالإنجليزية: Chad Glasgow)‏ هو لاعب كرة قدم أمريكية أمريكي، ولد في 18 يناير 1972.